# توزرزايت
توزرزايت أحد أنواع التمور بواحات الجنوب التونسي، ينضج في شهر أوت. وهو نوعان أحدهما أصفر التمر والآخر تمره أسود، ويوجد النوع الأول بواحات الجريد في حين يوجد النوع الثاني بواحات نفزاوة. وهذا النوع يعتبر من الرطب حيث يستهلك محليا.

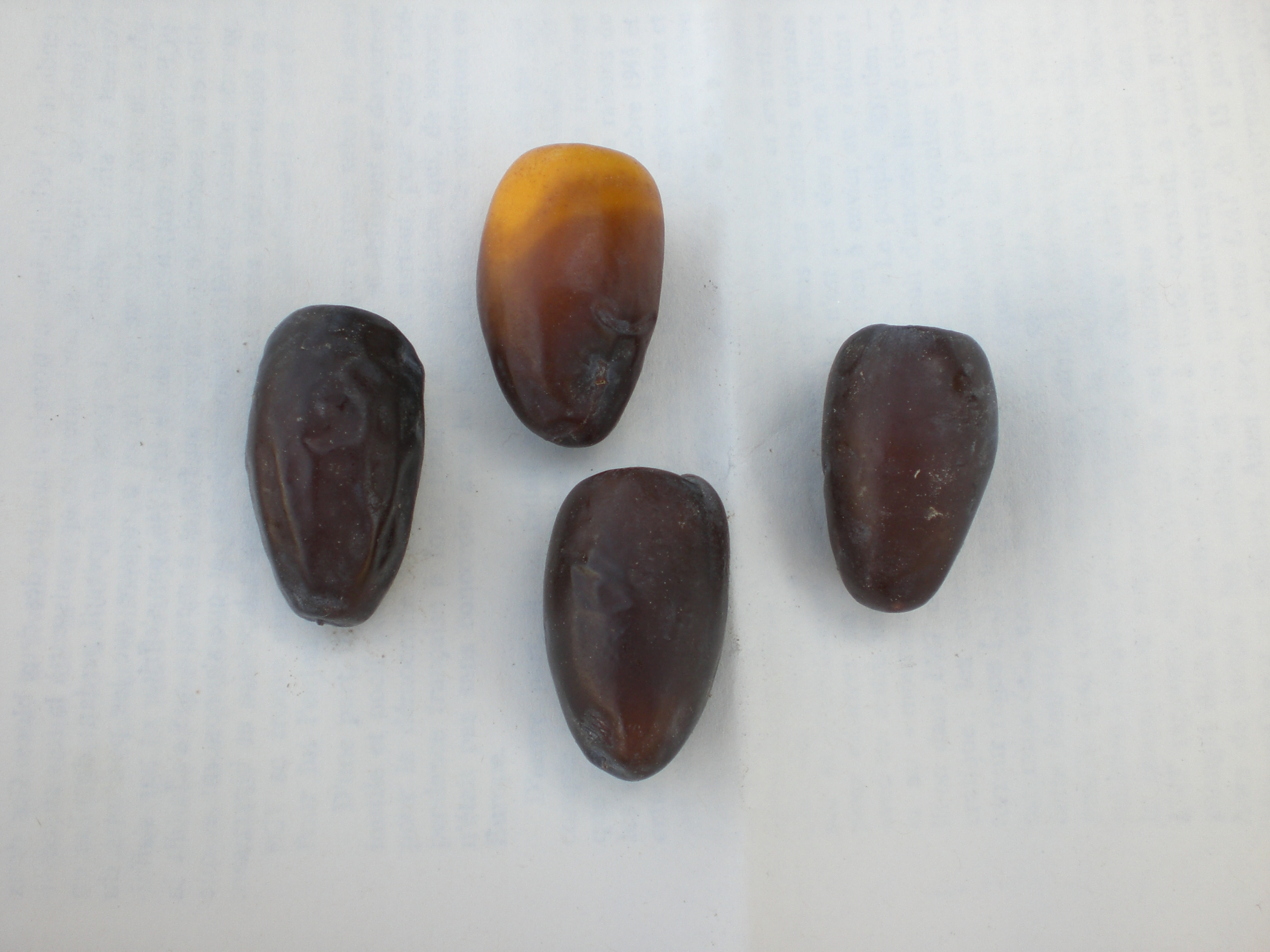
النوع الأسود من التمر المسمى توزرزايت
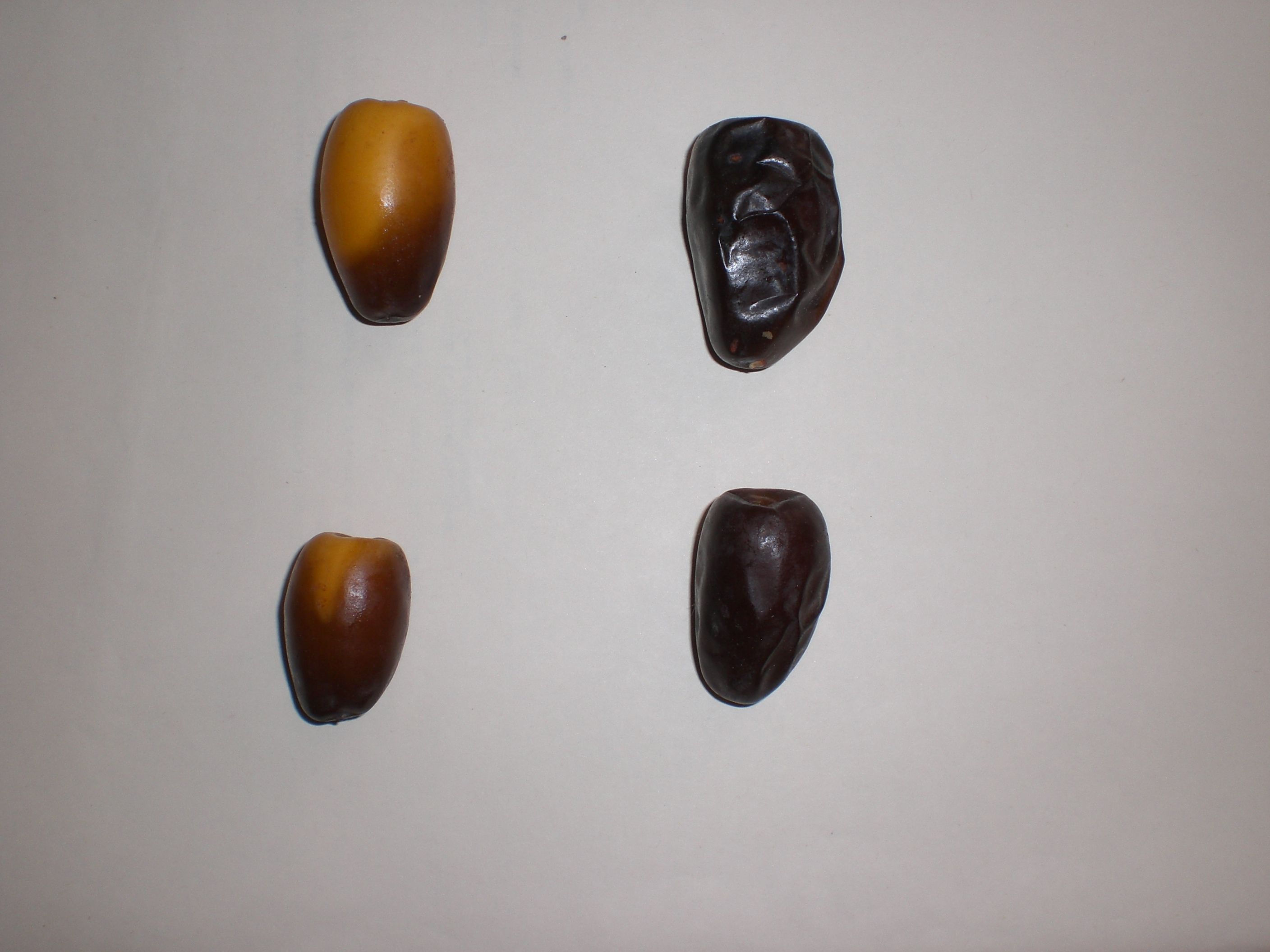
توزرزايت:تمر وبسر